# STEREO (sondy kosmiczne)
STEREO (ang. Solar Terrestrial Relations Observatory) – para amerykańskich naukowych sond kosmicznych badających koronalne wyrzuty masy na Słońcu. Trzecia misja NASA w ramach programu sond słoneczno-ziemskich (ang. Solar Terrestrial Probes, STP). Dwie, prawie identyczne sondy ściśle ze sobą współpracują w celu otrzymywania pionierskich, trójwymiarowych obrazów atmosfery słonecznej.
Czas trwania misji przewidziano na 2 lata, z możliwością przedłużenia o kilka kolejnych. Jej koszt to około 550 mln USD, z uwzględnieniem opóźnień, wkładu krajów europejskich (głównie Francji; około 60 mln USD), projektów i badań, wystrzelenia, dwóch lat obsługi (od momentu wejścia sondy STEREO-A na orbitę heliocentryczną) i trzech lat analizowania danych.
Data startu sond była wielokrotnie przekładana. Start miał się odbyć 11 kwietnia, 26 maja, 23 czerwca, 22 i 30 lipca 2006. Kolejna data, 1 sierpnia, nie została wykorzystana z powodu wycieku paliwa. 20 sierpnia start nie odbył się z powodu dodatkowej kontroli drugiego członu rakiety. Następne trzy daty również zostały anulowane z powodu problemów związanych z drugim członem rakiety (31 sierpnia, 18 września i 18 października).
Start nastąpił 26 października 2006 o godzinie 00:52 UTC. Został opóźniony o 14 minut (prawie do końca okna startowego), z powodu za niskiej temperatury zbiornika ciekłego azotu 1. stopnia rakiety oraz wiatru mogącego spowodować, w przypadku katastrofy rakiety, zwianie trujących oparów na teren kosmodromu. Niecałe dwie godziny później, o 02:42 UTC, statki pomyślnie skomunikowały się z Ziemią potwierdzając rozłączenie się i swój dobry stan techniczny.
„Pierwsze światło” (pierwsze zdjęcia) z teleskopu SEECHI na sondzie STEREO-A uzyskano 4 grudnia 2006. O ich jakości naukowcy z NASA mówili „Jesteśmy bardzo poruszeni. Czekaliśmy na realizacje wyjątkowej misji STEREO przez ponad 10 lat. Społeczność naukowa nie może być szczęśliwsza widząc te pierwsze obrazy”.

## Cele naukowe

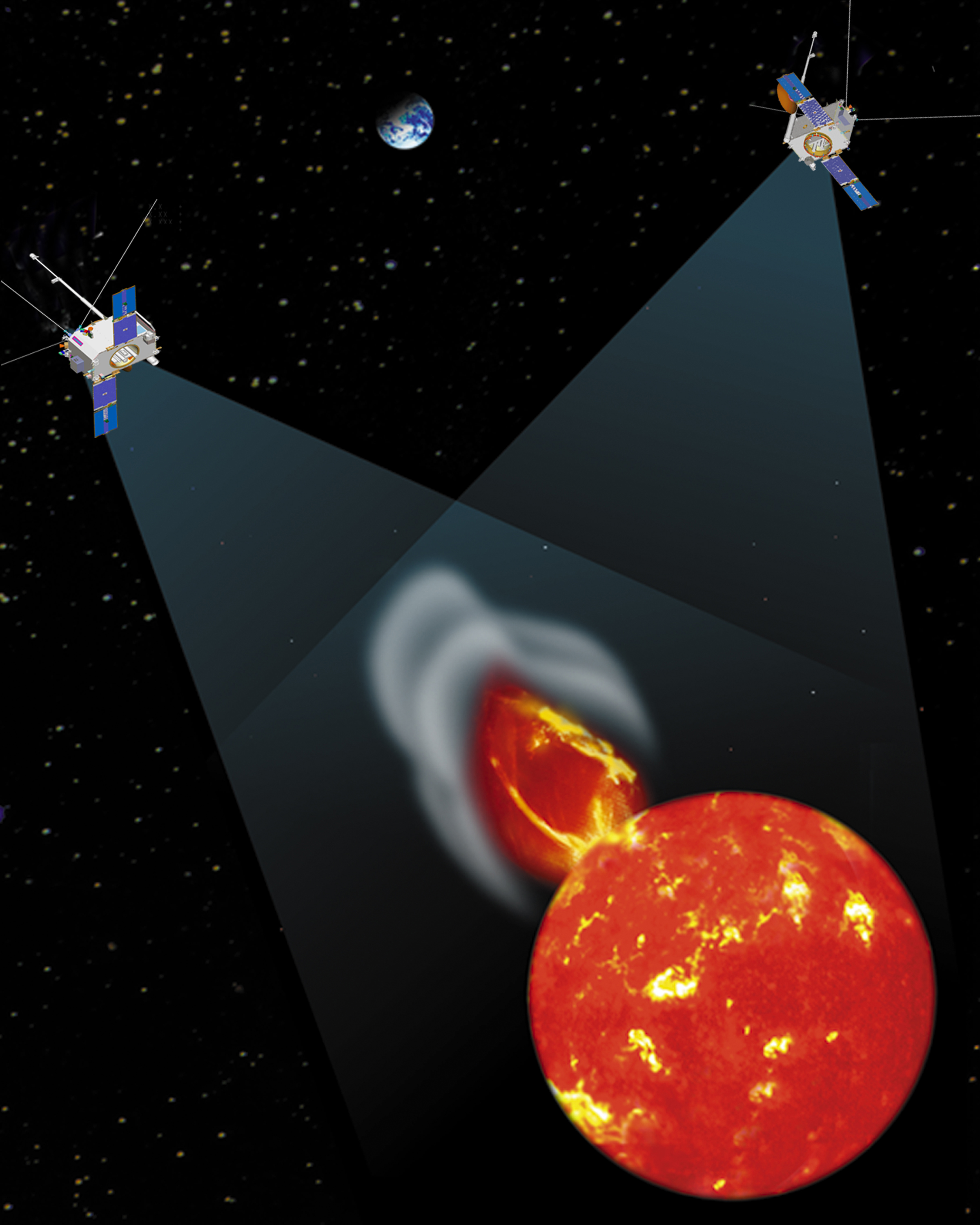
Sondy STEREO uzyskają trójwymiarowe zdjęcia Słońca dzięki nakładaniu się pól widzenia ich przyrządów naukowych

- Zrozumienie przyczyn i mechanizmów powstawania koronalnych wyrzutów masy
- Opisanie rozchodzenia się koronalnych wyrzutów masy w obrębie heliosfery
- Odkrycie mechanizmów i miejsc przyspieszania cząstek energetycznych w dolnej koronie i w ośrodku międzyplanetarnym
- Dokładniejsze niż do tej pory określanie składu wiatru słonecznego

Aby zrealizować te cele, misja STEREO została zaprojektowana do przeprowadzenia wielu pionierskich pomiarów i obserwacji. STEREO przeprowadzi pierwsze:
- pozaziemskie stereoskopowe obserwacje Słońca
- obserwacje śledzące podróż zakłóceń pogody kosmicznej ze Słońca do Ziemi
- ciągłe określanie pozycji międzyplanetarnych fal uderzeniowych poprzez triangulację
- jednoczesne obrazowanie aktywności słonecznej połączonej z bezpośrednimi pomiarami cząstek energetycznych

## Budowa i przebieg misji

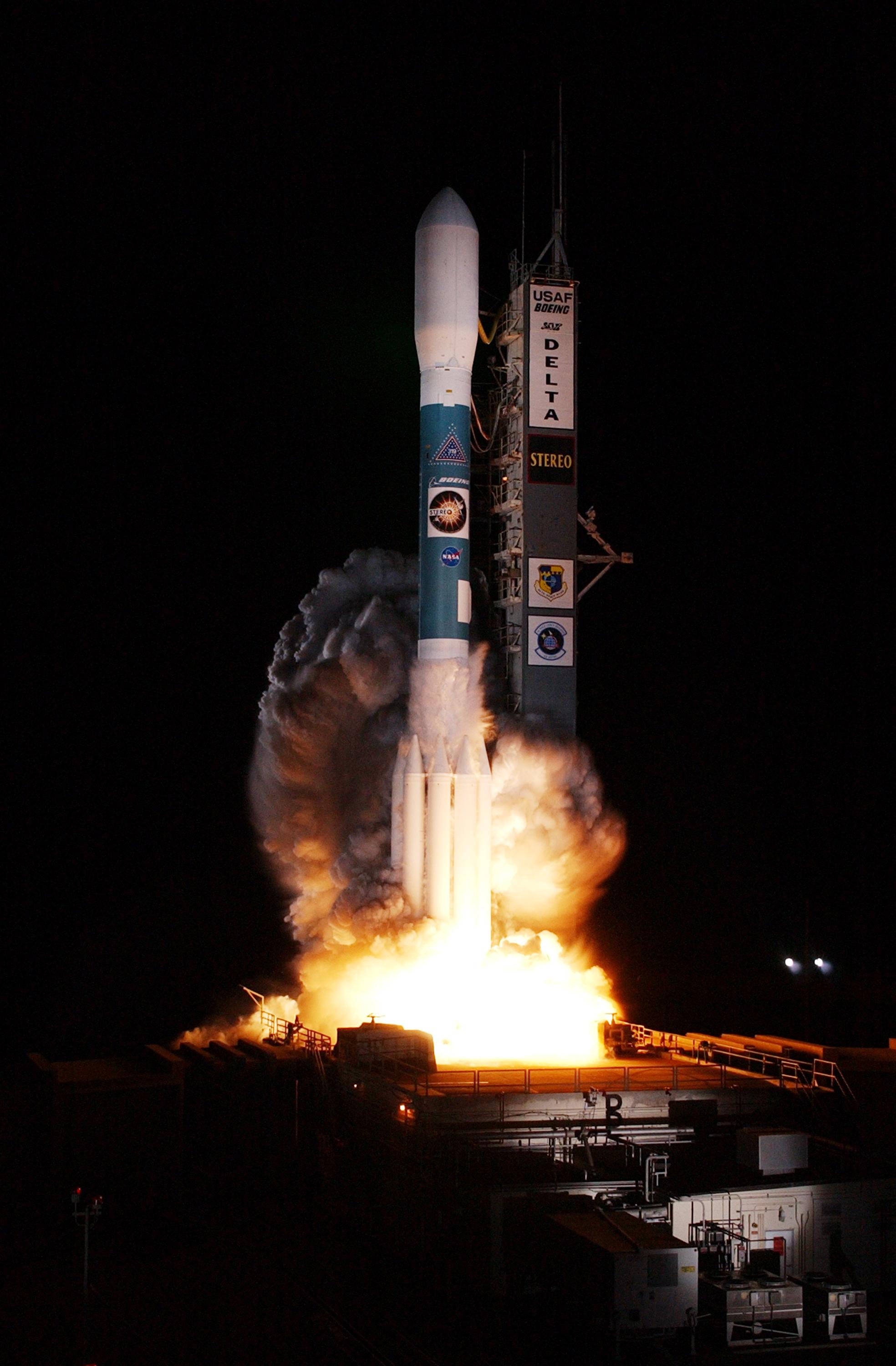
Nocny start sond STEREO

Oba statki, STEREO-A i STEREO-B, zostały zbudowane przez Applied Physics Laboratory w Johns Hopkins University. Każdy ze statków waży 547 kg (610 kg z paliwem). Normalną pracę zaczęły po 3 miesiącach, potrzebnych na testy i kalibracje przyrządów oraz osiągnięcie docelowych orbit.
- Każdy ze statków zużywa średnio 596 W energii elektrycznej
- Każdy statek ma na pokładzie 1 GB pamięci stałej
- Prędkość przesyłania danych na Ziemię wynosi 720 kilobitów na sekundę
- Statki są stabilizowane trójosiowo
- Statki wyposażone są w trzy zestawy po cztery silniki o ciągu 4,4 N, napędzane hydrazyną

Sondy okrążają Słońce będąc cały czas w sąsiedztwie orbity Ziemi. STEREO-A ("A" od ang. ahead – wyprzedzający) znajduje się przed Ziemią (i bliżej Słońca niż Ziemia), w jej wędrówce wokoło Słońca, a STEREO-B ("B" od ang. behind – pozostający w tyle) za Ziemią, i trochę dalej od Słońca niż Ziemia. STEREO-A obiega Słońce co 344 dni, a B – co 389 dni. Z perspektywy Słońca odległość między statkami będzie zwiększała się co roku o 45°.
Orbity docelowe zostaną osiągnięte przy udziale asysty grawitacyjnej Księżyca. STEREO jest pierwszą misją NASA, która wykorzystała osobne zbliżenia do Księżyca do umieszczenia dwóch statków na różnych orbitach. Początkowo obie sondy znajdowały się na prawie identycznych wysoce eliptycznych orbitach wokółziemskich sięgających w apogeum poza orbitę Księżyca (403 810 km, nachylenie 28,5°). Po 65 dniach, czyli wykonaniu czterech i pół obiegu Ziemi, grawitacja Księżyca została użyta do korekcji orbity obu statków. STEREO-A weszła wtedy na zaplanowaną orbitę heliocentryczną. STEREO-B po upływie kolejnego miesiąca ponownie zbliżył się do Księżyca, by ten wypchnął statek z orbity wokółziemskiej.
Obie sondy poprawnie wykonały swoje manewry zbliżenia do Księżyca. 15 grudnia 2006 STEREO-A minęła powierzchnię Srebrnego Globu w odległości 7340 km i została wyrzucona przed Ziemię przez jego grawitację. STEREO-B zbliżył się na odległość 11 776 km, ale nie wykonał pełnego manewru asysty grawitacyjnej, lecz powrócił do Księżyca 21 stycznia 2007 i dopiero wtedy, zbliżając się na 8818 km, wykonał pełny manewr, który wyrzucił go „za Ziemię”.
Pod koniec 2009 roku obie sondy znalazły się w pobliżu punktów libracyjnych L4 i L5 układu Słońce – Ziemia, wykonując obserwacje w poszukiwaniu planetoid trojańskich Ziemi.
6 lutego 2011 roku odległość kątowa pomiędzy obydwoma sondami STEREO osiągnęła 180°. Sondy znalazły się tego dnia na pozycjach dokładnie po przeciwnych stronach Słońca, co po raz pierwszy pozwoliło na wykonywanie obserwacji całej jego powierzchni. Współpracując z satelitą Solar Dynamics Observatory sondy STEREO pozwolą na obserwację całego Słońca przez następnych 8 lat.

### Przebieg lotu
- 26 października 2006, 00:52 UTC – start rakiety Delta 2 z sondami STEREO;
- 15 grudnia 2006, 13:50 UTC – manewr grawitacyjny sondy B w pobliżu (11 776 km) Księżyca, STEREO-B weszła na orbitę o parametrach 130 000 km × 870 000 km x 27,9°;
- 15 grudnia 2006, 13:55 UTC – manewr grawitacyjny sondy A w pobliżu Księżyca (7340 km), STEREO-A weszła na orbitę o parametrach 180 000 km × 1 750 000 km x 33,6°;
- 24 grudnia 2006, – sonda A przeszła na orbitę heliocentryczną o parametrach 0,95 j.a. × 0,97 j.a. x 0,12° x 344 dni.
- 21 stycznia 2007 15:52 UTC – manewr grawitacyjny sondy B w pobliżu Księżyca (8818km), STEREO-B weszła ona na orbitę heliocentryczną o parametrach 0,99 j.a. × 1,09 j.a. x 0,03° x 389 dni;

## Ładunek

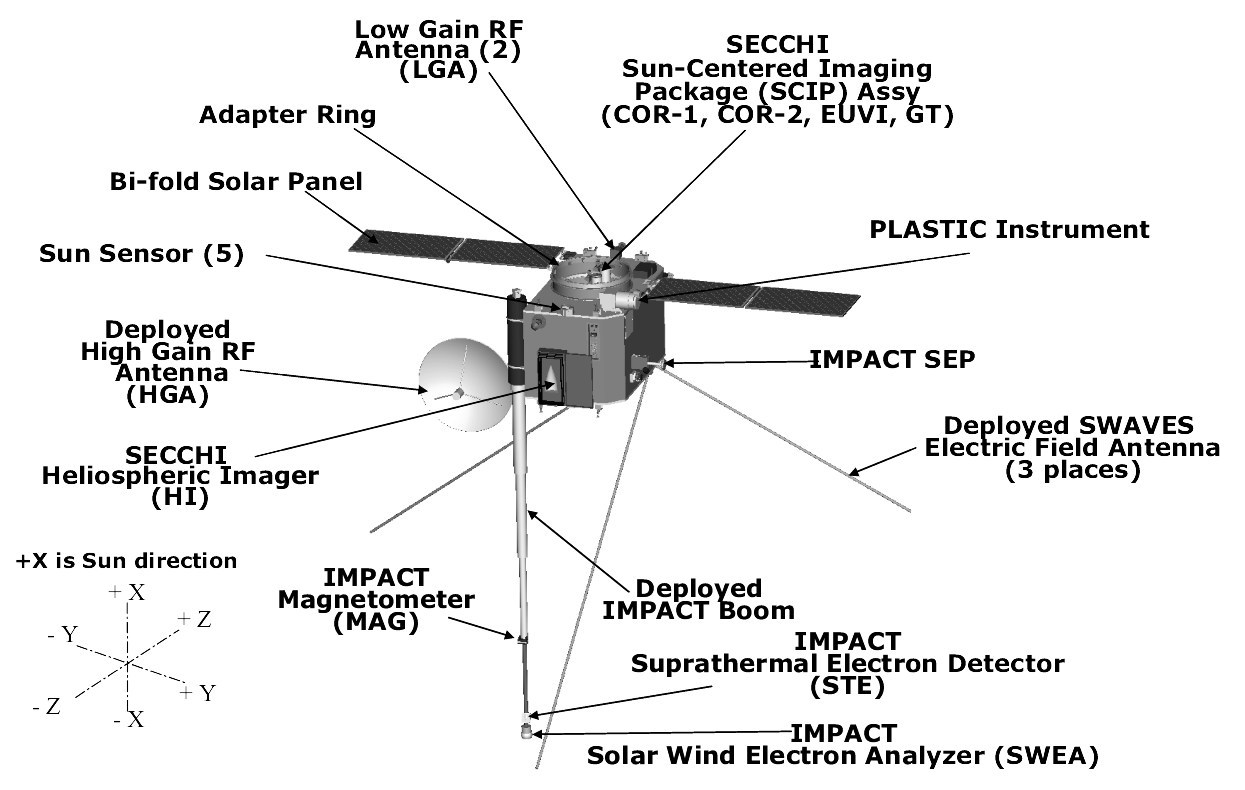
Rozmieszczenie przyrządów na sondzie STEREO

Na każdym z satelitów STEREO umieszczono takie same cztery pakiety przyrządów naukowych:
- SECCHI – badanie koronalne i heliosferyczne połączenia Słońce-Ziemia (ang. Sun Earth Connection Coronal and Heliospheric Investigation) – budowa była nadzorowana przez Naval Research Laboratory
  - EUVI – przyrząd do obrazowania w dalekim ultrafiolecie (ang. Extreme Ultraviolet Imager)
  - COR1, COR 2 – koronografy światła białego (ang. Coronographs) – obserwacje wewnętrznej (1,4 – 4 promienie Słońca) i zewnętrznej (2 – 15 promieni Słońca) korony słonecznej. COR1 będzie pierwszym przyrządem w kosmosie badającym koronę wewnętrzną w świetle białym. Rozdzielczość COR2 jest pięć razy większa od podobnego przyrządu umieszczonego na statku SOHO
  - HI – przyrząd do obrazowania heliosfery (ang. Heliospheric Imager) – badania heliosfery w zasięgu od 12 do 318 promieni Słońca od tarczy słonecznej. HI ma dostarczyć pierwszy bezpośrednich obserwacji z przestrzeni międzyplanetarnej koronalnych wyrzutów masy
- STEREO\WAVES (SWAVES) – przyrząd śledzący zaburzenia radiowe rozchodzące się od Słońca w kierunku Ziemi. Opracowany przez Centre National de la Recherche Scientifique i NASA (Goddard Space Flight Center)

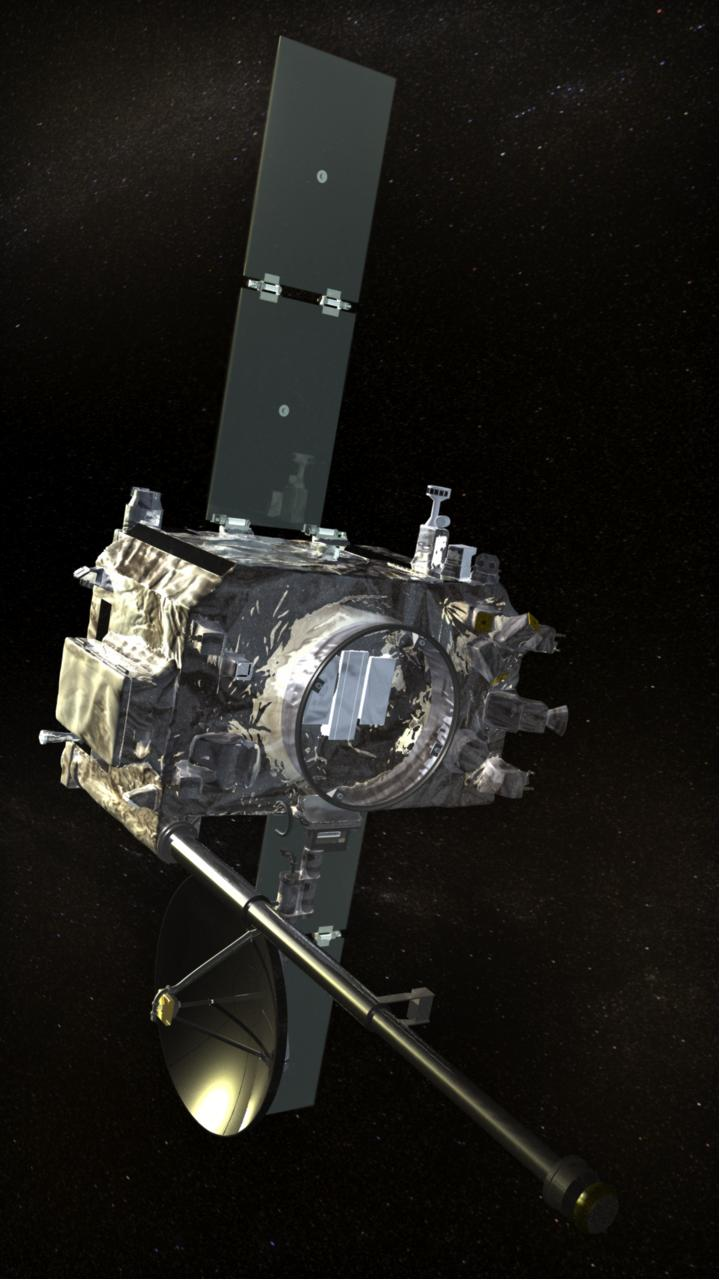
Zbliżenie na sondę STEREO

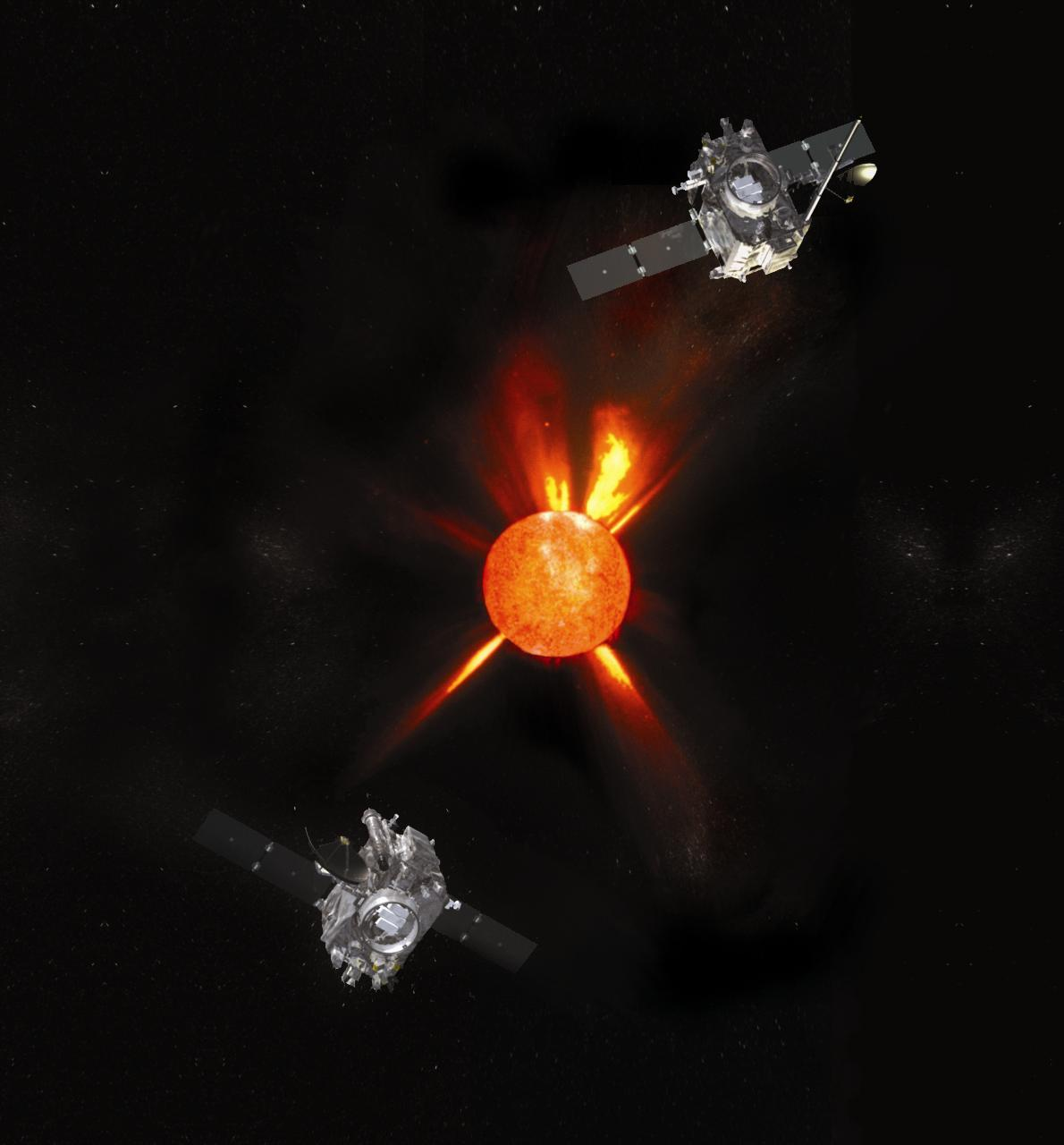
Sondy STEREO badają Słońce – wizja artysty

- IMPACT – pomiary "na miejscu" cząstek i przebiegów czasowych koronalnych wyrzutów masy (ang. In-situ Measurements of Particles and CME Transients) – zestaw siedmiu instrumentów badających składu i przestrzenny rozkład plazmy składającej się z energetycznych cząstek pochodzenia słonecznego i pomiary lokalnych wektorów pola magnetycznego. Budowa była nadzorowana przez University of California. W jego skład wchodzą:
  - zamontowane na 4,5 m długości wysięgniku, skierowane w kierunku od Słońca:
    - SWEA – analizator elektronów wiatru słonecznego (ang. Solar Wind Electron Analyzer) – umieszczony na końcu wysięgnika; pomiary funkcji dystrybucji elektronów wiatru słonecznego i jego halo, o energiach od kilku do kilkunastu keV, z dużą rozdzielczością spektralną i przestrzenną w niemal dookólnym polu widzenia (360° w pionie i poziomie); opracowany przez CESR i University of California – Berkeley
    - STE – teleskop elektronów nadtermicznych (ang. Suprathermal Electron Telescope) – przyrząd ten uzupełnia pracę SWEA. Mierzy elektrony o energiach od 2 do 20 keV (pochodzące z superhalo wiatru słonecznego, lub przyspieszone przez koronalne wyrzuty masy, lub przyspieszone w rozbłyskach słonecznych), będących poza zakresem SWEA. STE wykorzystuje 2 zestawy czterech czujników półprzewodnikowych; opracowany przez University of California – Berkeley
    - MAG – magnetometr (ang. Magnetometer) – znajduje się 3 m od satelity; uproszczona wersja magnetometru użytego w misjach Mars Global Surveyor i Lunar Prospector; opracowany przez NASA (Goddard Space Flight Center)

  - umieszczone w korpusie satelity:
    - SEPT – teleskop elektronów i protonów słonecznych (ang. Solar Electron Proton Telescope) – rejestruje elektrony o energiach z zakresu 20 – 400 keV i protony o energiach z zakresu 20 – 7000 keV; opracowany przez ESTEC (European Space Research and Technology Centre) i uniwersytet w Kilonii
    - SIT – teleskop jonów nadtermicznych (ang. Suprathermal Ion Telescope) – spektrometr mas jonów wykorzystujący metodę pomiaru czasu przelotu; opracowany przez NASA (Goddard Space Flight Center), Instytut Maxa Plancka (dział badań Układu Słonecznego) i University of Maryland
    - LET – teleskop niskich energii (ang. Low Energy Telescope) – składa się z 14 detektorów mierzących energię protonów i jonów helu o energiach 1,5 – 13 MeV/nukleon, i cięższych jonów o energiach z zakresu od 2 do 30 MeV/nukleon; opracowany przez Caltech, NASA (Goddard Space Flight Center) i Jet Propulsion Laboratory
    - HET – teleskop wysokich energii (ang. High Energy Telescope) – składa się z 6 detektorów mierzących energię protonów i jonów helu o energiach do 100 MeV/nukleon, i elektronów o energiach do 5 MeV; opracowany przez Caltech, NASA (Goddard Space Flight Center) i Jet Propulsion Laboratory
- PLASTIC – skład plazmy i jonów nadtermicznych (ang. Plasma and Suprathermal Ion Composition) – instrument dokonujący pomiarów protonów, cząstek alfa i ciężkich jonów wiatru słonecznego. Budowa była nadzorowana przez University of New Hampshire, a w skład instytucji projektujących i budujących przyrząd były: uniwersytet w Bernie, Max Planck Institute, uniwersytet w Kilonii, NASA (Goddard Space Flight Center) i Christa McAuliffe Planetarium

## Galeria – obserwacje
Najciekawsze obserwacje wykonane przez instrumenty sond STEREO:

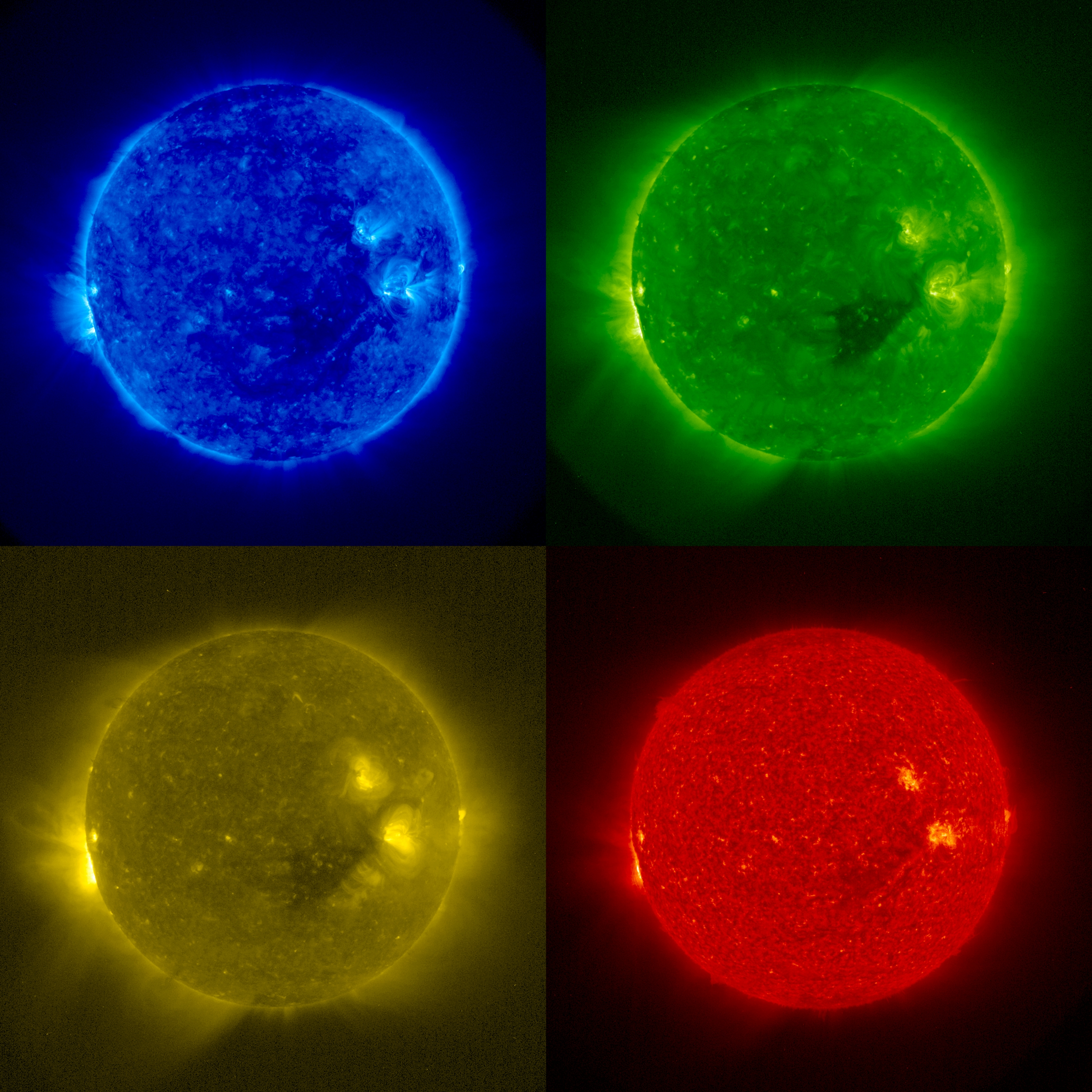
Pierwsze zdjęcia Słońca wykonane przez sondę STEREO-A, 4 grudnia 2006 (szczegółowy opis po kliknięciu)
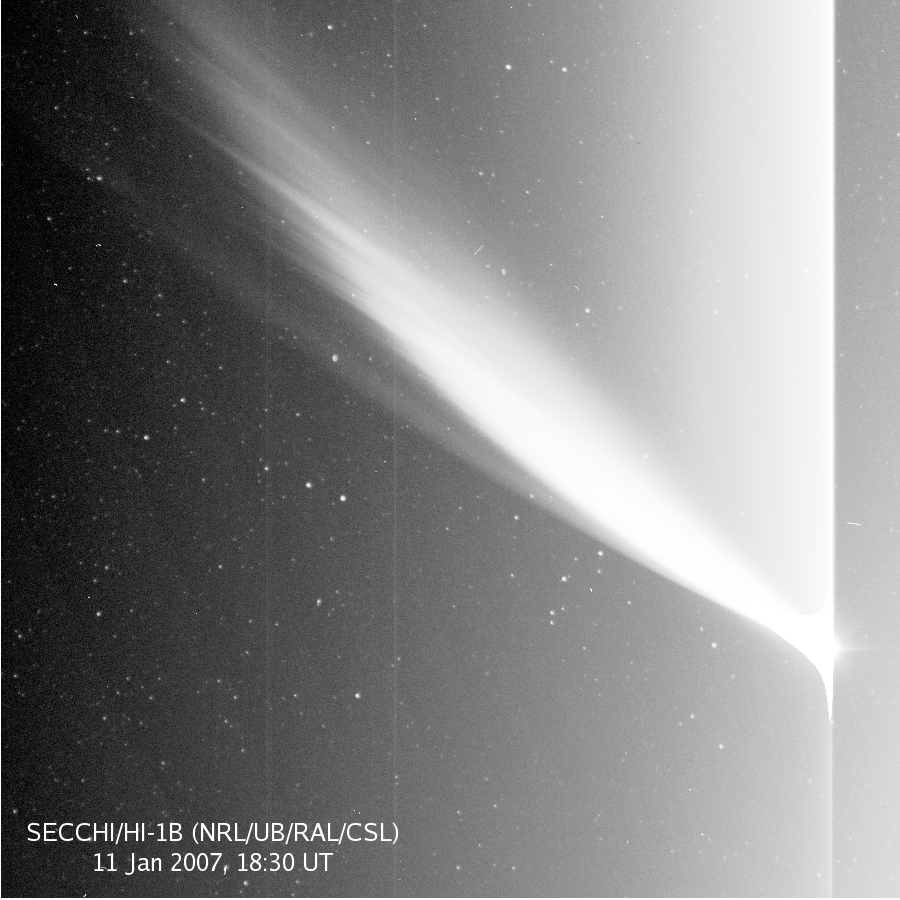
Kometa McNaught zaobserwowana 11 stycznia 2007 przez instrument Heliospheric Imager, część przyrządu SECCHI, na sondzie STEREO-B
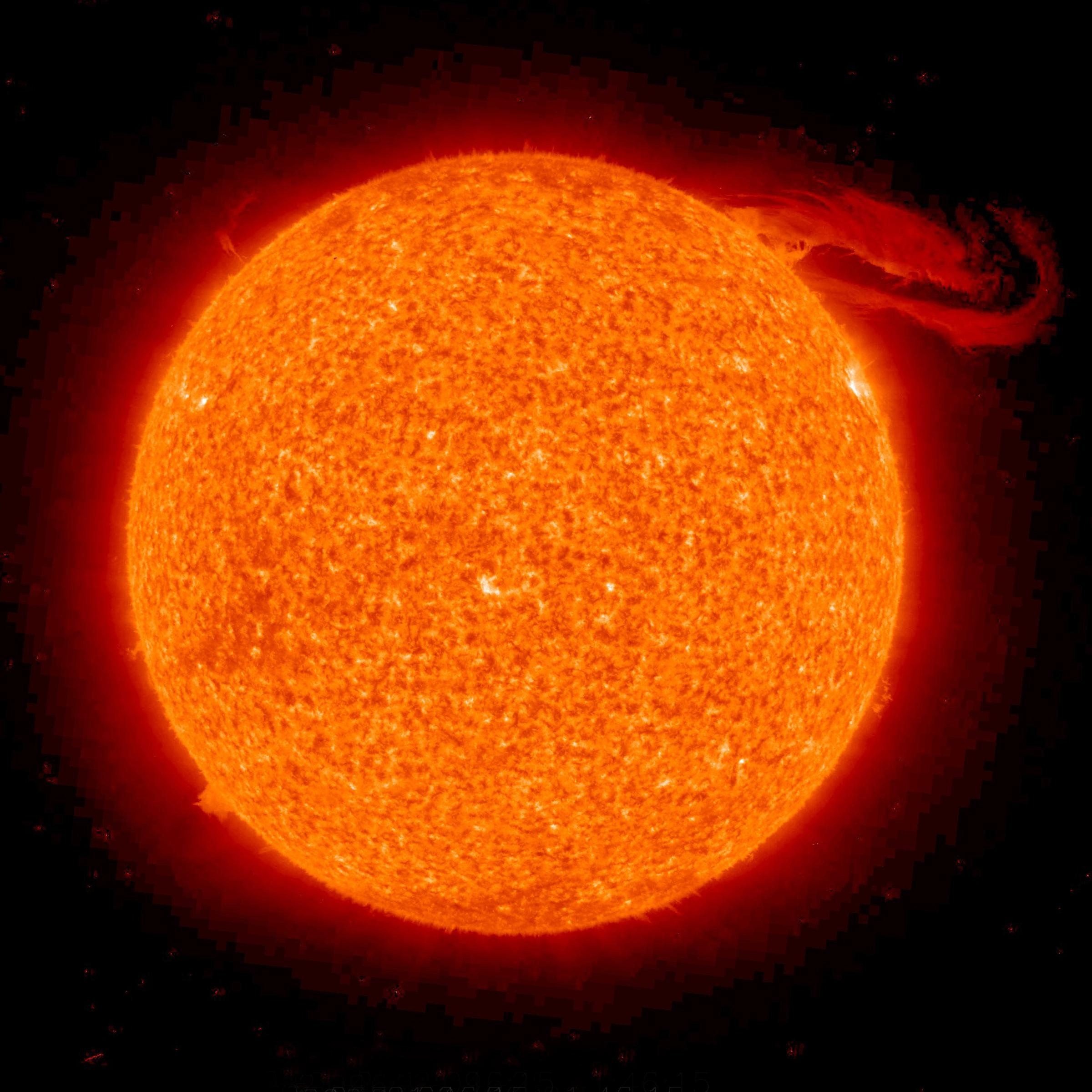
Fotografia Słońca wykonana przez sondę STEREO-A w dalekim ultrafiolecie 29 września 2008 r.